# Julien Rémy Pesche
Julien Rémy Pesche (né le 1er octobre 1780 à Préval (Sarthe), au lieudit de La Matrassière-Boulay, baptisé le même jour à l’église de Souvigné-sur-Même  et mort le 17 octobre 1847 à Morteau) est un pharmacien, magistrat, historien et naturaliste français. Il est l’auteur de nombreux ouvrages dont le plus connu est le Dictionnaire topographique, historique et statistique de la Sarthe publié en 1829. 
Il a également écrit des recueils de chansons et de poésies.

## Famille
Julien Rémy Pesche est le fils de Michel Pesche (premier maire de Préval et juge de paix du canton de la Ferté-Bernard) et de Marguerite Verdier, fille d’un maître-chirurgien à La Ferté-Bernard.

## Biographie
En 1793, à l’âge de 13 ans, il participe à la lutte contre les Chouans dans les rangs républicains où il est tambour.
Il sera pharmacien à La Flèche, puis s’établit au Mans, où il fonde le journal libéral L'Argus de l'Ouest, interdit par le pouvoir en 1818. En 1811 il est admis à la loge maçonnique de La Ferté-Bernard.
Il publie en 1829 son ouvrage le plus connu, le Dictionnaire topographique, historique et statistique de la Sarthe.
En 1835 il est chef de division à la préfecture de la Sarthe. Il est juge de paix à Landivy (Mayenne) en 1830, à Russey (Franche-Comté) en 1844, et à Morteau (Franche-Comté) en 1845.
Le Dr Paul Delaunay publie une biographie en 1921 : Un pharmacien historien et naturaliste, J.-R. Pesche.

## Titres
Il est membre de 23 sociétés savantes, dont : la Société royale d'agriculture, sciences et arts du Mans ; la Société de médecine de la Sarthe ; la Société des sciences physiques, chimiques, et arts industriels de Paris ; les Sociétés linnéennes de Paris et de Normandie ; la Société royale des antiquaires de France ; la société des antiquaires de Normandie ; la Société philotechnique de Paris ; les académies des sciences, arts et belles-lettres de Caen et de Rouen ; les sociétés académiques de Falaise et du département de la Loire-Inférieure ; la Société royale et centrale d’agriculture de Paris ; les Sociétés royales des sciences, agriculture, belles-lettres et arts d’Orléans, d’Angers et de Strasbourg ; l’Institut historique etc.